# Stahlflexleitung

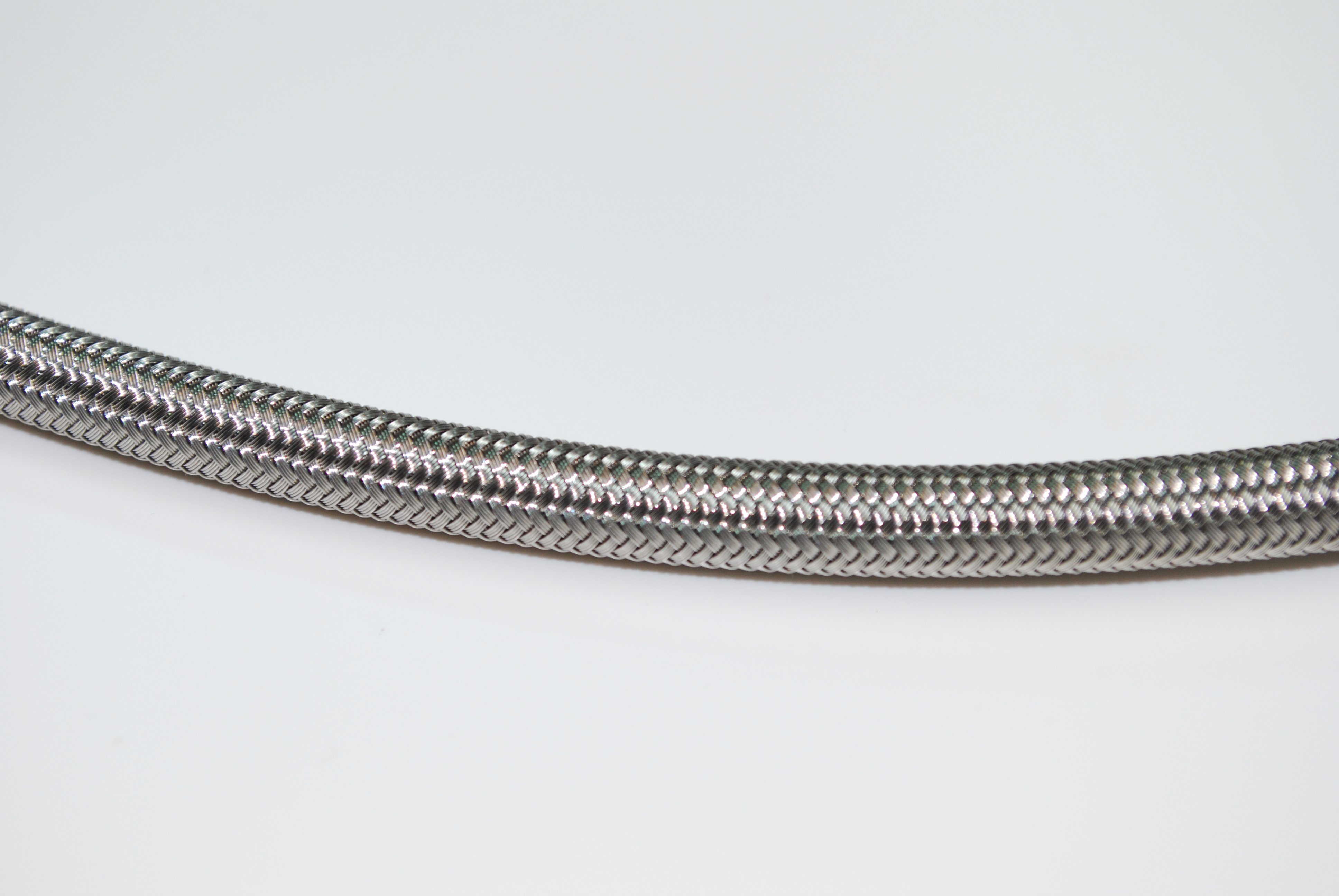
Nahaufnahme einer Stahlflex-Bremsleitung

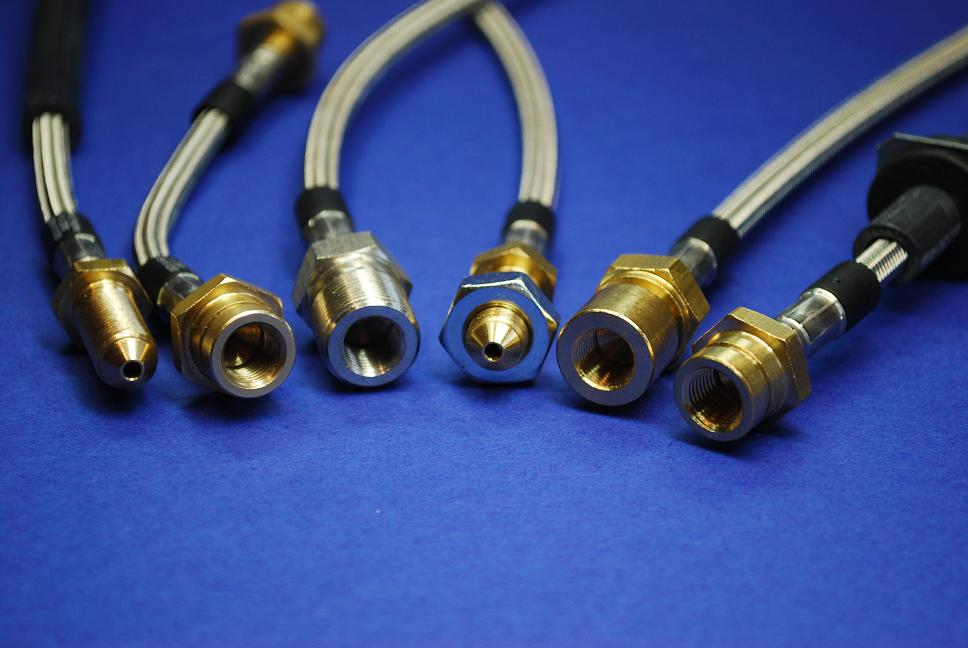
Anschlüsse

Stahlflexleitungen sind Schläuche aus Kautschuk oder Elastomeren, die mit einem Gewebe aus rostfreiem Chromnickelstahl ummantelt sind, um höhere Drücke aufnehmen zu können und in der Regel mit fertig verpressten Anschlussstücken ausgeliefert werden.
Sie werden häufig auch kurz als Flexleitung oder als Panzerschlauch bezeichnet (nicht zu verwechseln mit Panzerrohr). 
Der innere Schlauch von temperaturbeständigen Flexleitungen besteht oft aus PTFE (Teflon) oder Silikon.
Da flexible Schlauchleitungen weniger dauerhaft sind als fest installierte Rohrleitungen, wird oft nur das letzte Stück zu einer Armatur oder einem Gerät flexibel ausgeführt, welches leicht zu erreichen und im Bedarfsfall einfach auszutauschen ist. 
Gegen Hydrauliköl bzw. Bremsflüssigkeit beständige Stahlflexschläuche werden in hydraulischen Anlagen wie etwa den Bremsanlagen von Kraftfahrzeugen eingesetzt.

## Heiz- und Sanitärtechnik
Flexible Schläuche mit Quetschanschlüssen sowie 3/8" oder 1/2" Schraubverbindungen werden häufig bei der Installation von Wasserarmaturen in Küche und Sanitärbereich zur Verbindung mit dem Wandanschluss eingesetzt. Um Schläuche und Armaturen schnell austauschen zu können, wird der flexiblen Leitung meist ein sogenanntes Eckventil vorgeschaltet.
Früher wurden an dieser Stelle oft biegsame und verchromte Kupferrohre mit 8, 9 oder 10 mm Durchmesser eingesetzt.
Chlorhaltige Reinigungsmittel und andere Chemikalien können das Metallgeflecht aus Edelstahl zerstören. Der Innenschlauch alleine kann den in der Trinkwasserinstallation üblichen Wasserdrücken von 3 bis 10 bar nicht dauerhaft standhalten.
Nach DVGW-Arbeitsblatt W543 ist bei Armaturenanschlüssen mit einer Lebensdauer von 20 Jahren zu rechnen. 
Hohe Warmwassertemperaturen können den Schlauch frühzeitig verspröden und undicht werden lassen.

## Bremssysteme
Übliche Bremsleitungen bestehen aus verschiedenen Gummimischungen, oft mit Gewebe armiert. Stahlflexleitungen bieten demgegenüber folgende Vorteile:
- Verbesserter Druckpunkt beim Bremsen, da das Edelstahlgewebe eine Ausdehnung der Schläuche verhindert.
- nahezu unbegrenzte Lebensdauer, denn im Gegensatz zu Gummischläuchen werden Stahlflex-Bremsleitungen nicht porös, quellen nicht auf und unterliegen keinem Alterungsprozess. Übliche Gummischläuche sollten je nach Herstellerempfehlung alle vier Jahre ausgetauscht werden. Dies ist bei Stahlflexleitungen nicht nötig.
- Die Bremsflüssigkeit nimmt weniger Wasser auf, da das System insgesamt geschlossener ist.
- Steinmarder sind in der Regel nicht in der Lage, Stahlflexleitungen zu beschädigen.
- Verbesserte Optik im Gegensatz zu herkömmlichen Gummileitungen.

Dem gegenüber stehen jedoch auch Nachteile:
- etwas höherer Anschaffungspreis
- Bei nachträglichem Einbau ist in Deutschland ohne eine auf das Fahrzeug zugelassene ABE eine Abnahme/Eintragung in die Fahrzeugpapiere nötig. Allerdings gibt es mittlerweile schon Hersteller, die ihre Stahlflex-Bremsleitungen ausnahmslos mit ABE liefern.
- Fahrzeugteile können verkratzen, wenn die Edelstahlummantelung nicht von einem Kunststoffmantel umschlossen wird.

Stahlflexleitungen werden üblicherweise in Bremsanlagen von leistungsfähigen Motorrädern und Autos als Ersatz für gealterte Gummischläuche verwendet, da bei einer Neumontage die Mehrkosten des Materials weniger ins Gewicht fallen. Je nach Fahrzeugtyp unterscheiden sich bei den Stahlflex-Bremsleitungen die Anschlüsse. Diese sind aber ebenfalls aus rostfreiem Metall, wie Messing, nichtrostendem Stahl oder Aluminium geformt. Oftmals sind Stahlflexleitungen durch einen zusätzlichen Gummiüberzug zusätzlich gegen Steinschlag geschützt.